# Едвард Лир
Едвард Лир (енгл. Edward Lear; Лондон, 12. мај 1812 — Санремо, 29. јануар 1888) био је британски уметник, илустратор, музичар, књижевник и песник. Познат је по литературној бесмислености и прози.
Од петнаесте године зарађивао је за живот цртањем. 